# Mimí Lazo
Mimí Lazo  (Caracas, Venezuela, 1954. november 23. –) venezuelai színésznő és producer.

## Élete
Ana María Lazo 1954. november 23-án született Venezuelában. Karrierjét 1977-ben kezdte. Férje Luis Fernández, színész. Lánya Sindy Lazo szintén színésznő.

## Filmográfia
| Filmek       | Filmek                                | Filmek              | Filmek                                                                |
| Év           | Cím                                   | Producer            | Megjegyzés                                                            |
| ------------ | ------------------------------------- | ------------------- | --------------------------------------------------------------------- |
| 1977         | El pez que fuma                       | Román Chalbaud      | Méridai filmfesztivál győztese Venezuela hivatalos Oscar-díj-jelöltje |
| 1985         | La noche oriental                     | Miguel Curiel       |                                                                       |
| 1990         | La reina mora                         | Gustavo Balza       |                                                                       |
| 1991         | Terranova                             | Calogero Salvo      |                                                                       |
| 1992         | Los platos del Diablo                 | Thaelman Urgelles   |                                                                       |
| 1992         | Mascaró, el cazador americano         | Constante Diego     |                                                                       |
| 1993         | Sucre                                 | Alhida Ávila        |                                                                       |
| 1997         | Pandemónium                           | Román Chalbaud      |                                                                       |
| 1998         | Golpe de estado                       | Sergio Cabrera      |                                                                       |
| 2000         | Borrón y cuenta nueva                 | Henrique Lazo       |                                                                       |
| 2000         | Just For The Time Being               | Gil Brenton         | Nemzetközi debütálás                                                  |
| 2002         | Acosada en lunes de carnaval          | Malena Roncayolo    |                                                                       |
| 2004         | Perder es cuestión de método          | Sergio Cabrera      |                                                                       |
| 2005         | El Caracazo                           | Sergio Cabrera      |                                                                       |
| 2006         | Francisco de Miranda                  | Diego Rísquez       |                                                                       |
| 2006         | Mi vida por Sharon Stone              | Carlos Azpúrua      |                                                                       |
| 2007         | Miranda Regresa                       | Luis Alberto Lamata |                                                                       |
| 2013         | Liz en Septiembre                     | Fina Torres         |                                                                       |
| Telenovellák |                                       |                     |                                                                       |
| Év           | Cím                                   | TV stúdió           | Megjegyzés                                                            |
| 1979         | Carolina                              | Venevisión          |                                                                       |
| 1984         | La Salvaje                            | Venevisión          |                                                                       |
| 1986         | Amor prohibido                        | Venevisión          |                                                                       |
| 1987         | Mi nombre es amor                     | Venevisión          |                                                                       |
| 1988         | Viernes Negro                         | Venevisión          |                                                                       |
| 1990         | De Mujeres                            | RCTV                |                                                                       |
| 1991         | Los Últimos Héroes                    | RCTV                |                                                                       |
| 1992         | La Madame                             | RCTV                |                                                                       |
| 1993         | Extraña obsesión                      | Venevisión          |                                                                       |
| 1994         | Una rosa por testig                   | Venevisión          |                                                                       |
| 1994         | Sola                                  | Venevisión          |                                                                       |
| 1995         | El desafío                            | RCTV                |                                                                       |
| 1997         | Contra viento y marea (Venezuela)     | Venevisión          |                                                                       |
| 1998         | El país de las mujeres                | Venevisión          |                                                                       |
| 1999         | Toda Mujer                            | Venevisión          |                                                                       |
| 2001         | Nők háborúja (Guerra de mujeres)      | Venevisión          |                                                                       |
| 2002         | Édes dundi Valentína (Mi gorda bella) | RCTV                |                                                                       |
| 2002         | Las González                          | Venevisión          |                                                                       |
| 2003         | Géminis                               | TVE                 |                                                                       |
| 2004         | La Invasora                           | RCTV                |                                                                       |
| 2006         | Voltea pa' que te enamores            | Venevisión          |                                                                       |
| 2008         | ¿Vieja Yo?                            | Venevisión          |                                                                       |
| 2010         | Harina de otro costal                 | Venevisión          |                                                                       |
| 2010-2011    | La mujer perfecta                     | Venevisión          |                                                                       |
| 2011         | A corazón abierto                     | RCN                 |                                                                       |
| 2013         | Los secretos de Lucía                 | Venevision          |                                                                       |
| 2014         | Corazón de Esmeralda                  | Venevisión          |                                                                       |

## Fordítás
- Ez a szócikk részben vagy egészben  a   Mimí Lazo című spanyol Wikipédia-szócikk fordításán alapul.  Az eredeti cikk szerkesztőit annak laptörténete sorolja fel. Ez a jelzés csupán a megfogalmazás eredetét és a szerzői jogokat jelzi, nem szolgál a cikkben szereplő információk forrásmegjelöléseként.